# Dấu hiệu Trendelenburg
Dấu hiệu Trendelenburg là một dấu hiệu cần thăm khám khi đứng trước một bệnh nhân cơ xương khớp. Dấu hiệu dương tính khi bệnh nhân yếu hoặc liệt các cơ giạng khớp háng, đó là cơ mông nhỡ và cơ mông bé.

## Tiến hành
Yêu cầu bệnh nhân đứng bằng một chân, chân còn lại co. Dấu hiệu dương tính khi nếp lằn mông bên chân co thấp hơn bên chân trụ.
Dấu hiệu dương tính bên chân phải ám chỉ co vấn đề bên hông trái.

## Nguyên nhân
Dấu hiệu Trendelenburg dương tính có thể do các nguyên nhân ảnh hưởng đến chức năng giạng khớp háng:
- Co hoặc ngắn cơ mông nhỡ.
- Tổn thương tủy sống.
- Rối loạn chức năng dây thần kinh ngồi.
- Bệnh rễ thần kinh.
- Trật khớp háng.

## Cơ chế
Bình thường, khi đứng bằng một chân, các cơ giạng đặc biệt là cơ mông nhỡ co để chịu lực tốt hơn giúp cơ thể được giữ được thăng băng. Nếu rối loạn chức năng cơ hoặc dây thần kinh quá có thể làm co cơ không hiệu quả, để giữ được thăng bằng, chân đối diện phải trùng xuống hoặc nghiêng xuống dưới.

## Ý nghĩa
Bằng chứng về giá trị của triệu chứng này còn giới hạn, các con số đưa ra chưa thực sự nổi bật. Tuy nhiên nếu dấu hiệu dương tính cần kiểm tra kĩ càng.